# آب گرم محلات
آبگرم محلات مجموعه‌ای از چشمه‌های آبگرم است که در ۱۵ کیلومتری شمال شرق شهر محلات و در استان مرکزی واقع شده‌است.

## زمین‌شناسی
چشمه‌های آبگرم محلات از نوع آب‌های گرم عمقی هستند که از بخاره خمیره سنگ‌های سوزان درون پوسته زمین به وجود آمده و به سطح زمین می‌رسند. عمق این آب‌ها گاهی به ۲۰ هزار متر و گرمای آن‌ها متناسب با سرعت بالا آمدن گاهی به ۱۰۰ درجه سانتیگراد هم می‌رسد.

## خواص آب
چشمه‌های آبگرم محلات دارای سابقه باستانی زیادی هستند. مؤلف تاریخ و جغرافیای قم در کتاب خود آورده‌است: هر کس را که بیماری و علتی سرد باشد یا بادی در اعضای او باشد چون خود را بدین آب شوید به قدرت خدای عز و جل شفا یابد. همچنین در جای دیگر آمده‌است: آب این چشمه‌ها از ترکیبات آب‌های سولفاته کلسیک و از دسته آب‌های هیپرترمال یا باقی‌مانده خشک زیاد است که مدر بوده و در درمان بیماری‌های نقرس و همچنین بیماری کبدی، صفراوی – کلیوی و دستگاه گوارش مصرف دارد. به‌طور کلی استحمام در این چشمه‌ها اثرات شفابخشی زیادی داشته و موجب سلامت فیزیکی و روانی فرد می‌شود.

## چشمه‌ها
چشمه‌های آبگرم محلات شامل ۶ چشمه به نام‌های شفا، دنبه، روماتیسم، حکیم، سودا (بختیاری) و سلیمانیه‌است که در این میان چشمه حکیم دمای کمتری نسبت به چشمه‌های دیگر دارد.

## امکانات
شرکت سرمایه‌گذاری ایرانگردی و جهانگردی اقدام به ساخت هتلی ۳ ستاره در این مجموعه کرده‌است. این هتل دارای ۳۲ اتاق، ۲۷ ویلا، رستوران، استخر مردانه و زنانه و وان‌های خصوصی است.

## دسترسی
دسترسی به این محل از دو طریق ممکن است:
- از طریق جاده دلیجان، محلات
- از طریق جاده اصلی قم، اصفهان (از طریق جاده دودهک، خورهه)